# Am Dafok
Am Dafok (auch Am Dafock oder Am-Dafock) ist eine Ortschaft in der Präfektur Vakaga im äußersten Nordosten der Zentralafrikanischen Republik. Sie ist der Hauptort der gleichnamigen Unterpräfektur Am Dafok, die den Nordosten der Präfektur umfasst. Am Dafok ist der Grenzort zum Sudan. Auf der anderen Seite liegt die Stadt Um Dafuq, die im Bundesstaat Dschanub Darfur liegt.

## Lage und Verkehr
Am Dafok liegt auf einer Höhe von etwa 485 m nahe dem Ouadi Tiwal. Dieser Fluss kommt aus dem Sudan und entwässert über den Bahr Aouk und den Schari in den Tschadsee.
Am Dafok liegt an dem letzten Teilstück der Route Nationale 8, über die Birao, die Hauptstadt der Präfektur, zu erreichen ist. Von Birao aus ist der Rest des Landes über die Route Nationale 5 erreichbar. Die Entfernungen sind jedoch groß, der Zustand der Straßen teilweise sehr schlecht und die Sicherheitslage volatil bis gefährlich. Daher ist der Verkehr und der Handel mit den Nachbarländern traditionell wichtig. Auch Schmuggel findet in großem Maßstab statt.

## Geographie und Bevölkerung
Der Nordosten der Zentralafrikanischen Republik ist sehr dünn besiedelt. Insbesondere das Grenzland zum Sudan und Südsudan ist praktisch menschenleer. Dort liegen das Bongo-Massiv und der Nationalpark André-Félix.
Am Dafok liegt in dem sehr kleinen Bereich der Zentralafrikanischen Republik, in dem heißes Steppenklima herrscht, das heißt, die Niederschläge sind relativ gering, die Vegetationszone entspricht der Trockensavanne. Teilweise wird die Gegend mit zur Sahelzone gezählt. In der Regenzeit kommt es durch die Lage in von Hügeln umgebenem flachen Land häufig zu Überschwemmungen.
Die Bevölkerung ist im Gegensatz zur Mehrheitsbevölkerung der Zentralafrikanischen Republik aber wie in ganz Vakaga muslimisch.

## Geschichte
Der Nordosten der Zentralafrikanischen Republik gehört zu dem Gebiet, das durch den arabischen Sklavenhandel (siehe Sklaverei innerhalb von Subsahara-Afrika) zu großen Teilen entvölkert wurde – teils durch Entführung der Bevölkerung, teils durch die Kriege, die um die Kontrolle der Gebiete geführt wurden. Ab dem Ende der Trockenzeit zogen arabische Viehhirten aus der Darfur-Region durch das Gebiet; die heutige Bevölkerung der Region besteht aus Angehörigen verschiedener Völker. Die größte Volksgruppe vor Ort sind die Goula. Eine weiter Volksgruppe in Am Dafok sind die Sara Kaba, die aus der Gegend von Kyabé im Tschad kamen und sich gegen 1920 in der Nähe von Birao ansiedelten. Die Dorfgemeinschaft von Sara Kaba siedelte später nach Am Dafok um. Um 1934 waren es 400 Menschen, in den 1980er Jahren war die Bevölkerung der Sara Kaba auf 1800 Individuen angewachsen.

### Seit 2000
Im Jahr 2006 eroberte die Rebellengruppe Union des forces démocratiques pour le rassemblement, deren Mitglieder mehrheitlich zum Volk der Gula gehören, große Gebiete im Nordosten der Zentralafrikanischen Republik. Dabei vertrieben sie die Bevölkerung aus ihren Orten, plünderten diese und töteten wahllos Zivilisten. Als die Gebiete von der Armee zurückerobert wurden, kam es zu zahlreichen aus Rache motivierten Angriffen der Soldaten auf die Gula-Zivilbevölkerung. Am 11. Dezember 2006 wurden von diesen Häuser von Zivilisten, Verwaltungsgebäude, die Krankenstation und die Schule angezündet. Außerdem wurden mutmaßliche Unterstützer der Rebellen hingerichtet.
Nach dem Ausbruch des Krieges im Sudan im April 2023 flohen innerhalb kurzer Zeit fast 10.000 Menschen, fast nur Frauen und Kinder, aus dem Sudan über die Grenze nach Am Dafok, darunter auch Rückkehrer, die vor dem seit 2012 anhaltenden Bürgerkrieg in der Zentralafrikanischen Republik in das Nachbarland geflohen waren. Es wurde mit einer stark steigenden Zahlen in der darauf folgenden Zeit gerechnet.